# 长管瑞香
长管瑞香（学名：Daphne longituba）为瑞香科瑞香属下的一个种。

## 扩展阅读
維基物種上的相關：长管瑞香